# Мишон Беј (Флорида)
Мишон Беј (енгл. Mission Bay) град је у америчкој савезној држави Флорида.

## Демографија
По попису из 2000. године број становника је 2.926.
| Група             | 2000.         | 2010.    |
| Белци             | 2.493 (85,2%) | 0 (0,0%) |
| Афроамериканци    | 41 (1,4%)     | 0 (0,0%) |
| Азијати           | 79 (2,7%)     | 0 (0,0%) |
| Хиспаноамериканци | 289 (9,9%)    | 0 (0,0%) |
| Укупно            | 2.926         | 0        |